# Академический русский драматический театр имени Самеда Вургуна
Азербайджанский государственный  академический русский драматический театр имени Самеда Вургуна (азерб. Səməd Vurğun adına Azərbaycan dövlət akademik rus dram teatrı) — профессиональный государственный театр драмы в Баку.

## Из истории театра

### Государственный свободный сатир-агиттеатр
20 декабря 1920 года согласно постановлению Народного комиссариата просвещения, «Азернешр» и АзРОСТА в Баку состоялось торжественное открытие Государственного свободного сатир-агиттеатра. Театр был сформирован на основе распавшейся в Тифлисе труппы театра Н.Ф. Балиева «Летучая мышь» и части коллектива театра «Момус», который был расформирован решением революционного правительства. Руководителем театра и главным режиссёром был В. Швейцер, администратором — П. Орешков, литератором — Н. Городецкая, художником — Б. Воронов. Театр просуществовал до 1923 года.

### Бакинский рабочий театр
Решением Бакинского городского исполкома от 29 апреля 1923 года Государственный свободный сатир-агиттеатр был переименован в Бакинский рабочий театр, который вновь возглавил Владимир Швейцер (Пессимист). В. Швейцер из сатирического агит-театра — театра миниатюр, создает полноценный драматический коллектив, на долгие годы определив его яркий, самобытный характер, зарекомендовавший и прославивший театр среди коллективов русских театров Советского Союза. В качестве Главного режиссера и художественного руководителя, он руководил театром, с некоторым перерывом, с 1920 по 1929 год и с 1941 по 1956 год. В период его отсутствия театром руководил В. Г. Сахновский.
Спустя полгода, 25 октября 1923 года в театре состоялась премьера первого драматического спектакля «Город в кольце» по пьесе С. Минина. В состав новой труппы вошли актёры приехавшие из Москвы, Одессы, Иркутска — С. Танеев, К. Лаврецкий, Н. Снежина, Л. Литвинова, О. Ланская, Н. Лещинская, Л. Морозова, А. Горский, Н. Коломенский, Н. Соколов, С. Климов, Н. Рогожин и другие. Репертуар театра состоял в основном из революционной советской и зарубежной драматургии.
В 1924 году при Бакинском рабочем театре открывается Студия практических занятий, которую с 1926 года возглавляют профессионалы своего ремесла «мейерхольдовцы» В. Фёдоров и С. Майоров (режиссёры), актёр М. Жаров. Труппу пополняют артисты Фаина Раневская, В. Кузнецов, художники С. Ефименко и И. Шлепянов.
В 1930 году театр был награждён Орденом Трудового Красного Знамени Азербайджанской ССР.

### Азербайджанский государственный Краснознаменный театр русской драмы
В 1937 году театр был переименован в Азербайджанский государственный краснознаменный театр русской драмы. Начинают практиковаться гастроли в города Северного Кавказа и Закавказья, а позже и в города всего Советского Союза. Творческий расцвет театра и становление его популярности в СССР также связаны с творчеством режиссёров Д. Гутмана, Э. Лойтера, А. Иванова, Ф. Фёдорова, С. Майорова, Е. Гаккеля, А. Ридаля, А. Туганова, А. Грипича, Я. Ярославского, И. Идаят-заде, К. Степанова-Колосова и других.
С именем выпускника ГИТИСа — М. К. Ашумова, с 1956 года связан новый период особого взлета театра. Пополнив репертуар новыми постановками русской и зарубежной классики, Ашумов открыл бакинскому зрителю множество новых актёрских дарований — В. Ширье, Р. Гинзбург, К. Адамов, М. Адушев, Л. Грубер, П. Жариков, М. Лезгишвили, А. Мешалкин, А. Фалькович, К. Ирмич, Ю. Колесниченко, А. Сувирова, Н. Сарнацкая, А. Корнилов, К. Мякишев, В. Отрадинский, П. Юдин, К. Бабичева, Г. Сорин и другие.

### Русский драматический театр имениСамеда Вургуна

Барельеф на здании театра, изображающий Самеда Вургуна

В 1956 году театру было присвоено имя народного поэта Самеда Вургуна. Театр стал называться Русским драматический театром имени Самеда Вургуна.
Период 1960—80-х годов связан с творчеством режиссёров Г. Гюальахмедовой-Мартыновой, Д. Селимовой, И. Хасина, Е. Сахарова, Э. Бейбутова, Э. Алиева, Р. Ибрагимбекова. Труппа пополнилась именами новых ярких талантов. Это — М. Ягизаров, Т. Галакичиева, Е. Невмержицкая, Л. Духовная,Д. Тумаркина, А. Шаровский, Н. Шашик-оглы,  затем — Р. Амирбекова, С. Мирзагасанов, Л. Чеснакова, Н. Тагиева, М. Магеррамов, А. Никушина, Ю. Балиев, Н. Балиева, А. Рагимов и других.
В 1971 году Русский драматический театр им. Самеда Вургуна был награждён орденом Трудового Красного Знамени.

### Современный период
На сегодняшний день состав труппы значительно изменился, благодаря молодым выпускникам Азербайджанского государственного университета искусства и культуры, Хореографического училища и Драматической студии театра.
В 2016 году коллективу театра объявлена Благодарность президента Российской Федерации за большой вклад в укрепление российско-азербайджанских культурных связей и развитие традиций русского театрального искусства.
В 2019 году распоряжением Президента Азербайджанской Республики театру был присвоен статус академического.
8 марта 2024 года состоялась премьера спектакля «Восемь любящих женщин» по пьесе Робера Тома «Восемь женщин».
28 апреля 2024 года состоится премьера спектакля «Войцек» по пьесе «Войцек» немецкого драматурга Георга Бюхнера.

## Творческий состав

### Режиссёры
- Александр Шаровский — народный артист Азербайджана
- Ирана Таги-заде — народная артистка, заслуженный деятель искусств Азербайджана
- Ильгар Сафат
- Турккан Рауля
- Эмин Мирабдуллаев
- Турал Мустафаев

### Труппа

#### Народные артисты Азербайджанcкой ССР
- Маргарита Аннинская
- Пётр Жариков
- Нина Сарнацкая
- Григорий Сорин
- Вера Ширье

#### Народные артисты Азербайджана
- Наталья Шаровская
- Гаджи Мурад Ягизаров
- Людмила Духовная
- Евгения Невмержицкая
- Сафа Мирзагасанов
- Мабуд Магеррамов
- Александра Никушина
- Фахраддин Манафов
- Аян Мир-Касимова

#### Заслуженныеартисты Азербайджана
- Хаджар Агаева
- Рита Амирбекова
- Эльмира Асланова
- Наталья Балиева
- Салман Байрамов
- Максуд Мамедов
- Мария Дубовицкая
- Олег Амирбеков
- Фирдовси Атакишиев
- Мелек Аббас-Заде
- Елена Спицина
- Наина Ибрагимова
- Эльмира Асланова
- Теймур Рагимов

#### Актёры
- Тамилла Абуталыбова
- Илькин Мехтиев
- Борис Бродский
- Натаван Гаджиева
- Ярослав Трифонов
- Заур Терегулов
- Фарида Нестеренко
- Мурад Мамедов
- Эльшад Муртузов
- Белла Сафина
- Руфат Назаров
- Рустам Керимов
- Иосиф Ткач
- Ахмедов Ибрагим
- Салман Байрамов
- Лала Сулейманова
- Медина Муллаева
- Егяна Гусейнли
- Милана Мардаханова
- Ягуб Зейналов
- Людмила Сапрыкина
- Зумруд Мамедова
- Алексей Сапрыкин
- Инна Имранова
- Мая Воробжанская
- Марьям Адыгёзалова

### Художники
- Александр Фёдоров (заслуженный работник культуры Азербайджана)
- Ольга Аббасова (заслуженный работник культуры Азербайджана)

## Репертуар

### Спектакли для взрослых
- Афинские вечера
- Али и Нино
- Беня Король и другие
- Бульвар Сансет
- «Братья Карамазовы», Федор Достоевский
- Вишневый сад
- Восемь любящих женщин[3]
- В хрустальном дворце
- Гордость и предубеждение
- День сюрпризов
- Женитьба
- Женщина в ночи
- Игры дьявола
- Изменить Отелло
- И приходила женщина
- Капитанская дочка
- Казанова: Уроки любви
- Квартиранты ада
- Любовь. Собак@Точка.Ru
- Маскарад
- Миллионерша
- Московское сафари (Халам бунду)
- Моя война
- «Мусье Жордан, ученый ботаник, и дервиш Масталишах, знаменитый колдун», М. Ф. Ахундзаде
- Небесная, или Четыре часа из её жизни
- Он, она, окно…любовник
- Осенняя соната
- Последняя страсть королевы
- Прости за любовь (Айдын)
- "Семь красавиц", Низами Гянджеви
- Синьор Тодеро-хулиган
- Сталин
- Судьба артиста
- Три красавицы (по пьесе Валентина Красногорова, премьера состоится 13 января 2024 года)[5]
- Уйди из моих снов (Тахмина и Заур)
- Церемония

### Детские спектакли
- В гостях у сказки (Владимир Неверов)
- Волшебная карусель
- «Дюймовочка» (Владимир Неверов)
- «По щучьему велению», сказка (Валентина Резникова)
- Сказка о Царе Салтане, князе Гвидоне и Царевне-лебеди
- Сказка о рыбаке и рыбке
- «Угадай сказку-5», сказка (Владимир Неверов)
- Приключения Аладдина, принцессы Жасмин и Джина-духа лампы, сказка
- Сказка о Мёртвой Царевне и о семи богатырях, сказка
- «Три поросенка, Красная Шапочка и Серые Волки», сказка (Владимир Неверов)